# Melitaea siberica
Melitaea siberica är en fjärilsart som beskrevs av Heyne 1893. Melitaea siberica ingår i släktet Melitaea och familjen praktfjärilar. Inga underarter finns listade i Catalogue of Life.